# Joaquin Angles
Joaquin Anglés, né à Tortosa le 19 août 1859 et mort à Paris 14e le 10 mai 1911, est un sculpteur espagnol.

## Biographie
Joaquin Anglés expose au Salon des artistes français à  partir de 1890, cet y obtient une mention honorable en 1899. Il conçoit des statuettes et des objets d'art dans un style Art nouveau.